# Айгнер, Кристиан
Кристиан Айгнер (род. 3 марта 1971, Вена, Австрия) — барабанщик, композитор, сессионный музыкант, мультиинструменталист.

## Биография
Кристиан родился третьего марта 1971 года в Вене, Австрия.

## Творческая деятельность
Принимал участие в записи более чем 300 альбомов. В основном это были австрийские исполнители — Peter Cornelius, Georg Danzer, Al Slavik или Dr. Kurt Ostbahn.
Начиная с 1997 года, участвует в турах Depeche Mode в качестве барабанщика, бэк-вокалиста и клавишника. Также принимает участие в записи альбомов группы.
Свой дебютный альбом под названием «Recovery» он записал в 2005 году. В качестве вокалисток пригласил Barca Baxant (вокал в 1-10 треках) и Florian Kraemer (вокал в 11 и 12-м треках).